# 少女之碑
少女之碑（日语：／ Otome no Hi）是位于日本岐阜县白川町佐久良太神社境内的慰灵碑。该慰灵碑纪念黑川开拓团被迫向苏军提供性服务而死去的女性团员。
该碑树立于1982年，当时并无关于树碑真实原因的说明文字。2013年，日本战败时苏联士兵施予开拓团女性性暴力的证言公诸于世，该碑树立的理由也自此为人所知。2018年，少女之碑旁追加了说明文字。

## 黑川开拓团
黑川开拓团入殖于滿洲國吉林省陶赖昭，始于1941年（昭和16年）4月来自日本岐阜县黑川村（今白川町）的29名开拓团员。1942年4月起，黑川开拓团每年迁入3批团员，在日本战败时有居民129户600人以上。该开拓团本部位于陶赖昭站附近。

### 归国
1945年8月15日，日本战败，满洲国也随之覆灭。关东军先行撤退，使得各开拓团暴露在苏军抢劫、强奸和中国愤怒民众袭击的危险之下。邻近黑川开拓团的来民开拓团和高田开拓团在日本战败不久就已集体自杀。
黑川开拓团的领导者做了一个不同寻常的决定：寻求苏联军队的庇护。当时外贝加尔方面军第36集团军的部队在附近驻扎。为了获得苏军部队的保护，开拓团向其提供了约15名17至21岁的女性，提供性服务。这些女性没有拒绝的权利，只能听从开拓团的领导者的命令。苏军在占领地区强奸的案例很多，但像黑川开拓团一样主动提供性服务的事例罕见。考虑到当时有48个开拓团集体自杀，全体开拓团民22万余人中生还日本的不到一半，而黑川开拓团690人中有约450人成功回到了日本（提供性服务的女性中有4人死于性病等疾病），可以认为该开拓团的生还率与该策略有关。
当时做性服务的场所（“接待所”）是几个胶合板搭建的房间。每天有数名女性前往，每名女性要为4名苏军军官服务。接待室附近设有医务室，由提供服务的女性的亲属（例如妹妹）为其用部队使用的漱口药剂清洗子宫以预防性病。附近也设有供这些女性使用的洗浴设施。由于缺乏避孕措施并且被迫和大量男子性交，数名女性罹患性病和斑疹伤寒，其中4人死于当地，而另一些人在归返日本后住院治疗。
接待所共有两处，分别在开拓团内和陶赖昭站。性服务共持续了约9个月。当开拓团从博多港回国后，曾被迫提供性服务的女性被收留在二日市保养所，据称其中有人不得不接受了堕胎手术。

## 树碑纪念
1982年，黑川开拓团遗族会在岐阜县白川町佐久良太神社树立了名为“少女之碑”的慰灵碑，但碑文并未提及性服务一事。碑文草稿曾提及性服务，但在最终的成稿里被删去，仅仅留下了“女性也付出了努力”程度的描述。不过也有当事者对慰灵碑的树立有批评意见。
2012年，当时的遗族会长（向苏军提供女性的开拓团领导者之子）首次知晓当初性服务的事实，并致力于将此事实记录于碑文。在获得了遗族会中受害女性同意后，说明文字在2018年11月18日完成并设置在少女之碑旁。

### 开拓团招魂碑
少女之碑竖立在黑川开拓团的招魂碑旁边。战后原开拓团的成员曾经访问中国吉林省陶赖昭的开拓团故地，归国之后为了纪念在陶赖昭死去的开拓团成员，于1961年在佐久良太神社境内树立了开拓团招魂碑。:37,38

## 口述证言
该事件长期不为人所知。2013年，一位被迫提供性服务的当事人（时年89岁）披露了自己的证言。2年后这位当事人死去。此后其他当事人也提供了自己的证言。
一位当时17岁的女性在初次被带到接待所之前，还以为是陪酒之类的事，到达接待所之后被苏联军人强奸。据口述者称有一段时间也曾接待中国军人。
战后有的女性当事人受同为前黑川开拓团员的男性亲属讽刺和中伤。遗族会中也尽量避免提及当年性接待的事情。有一位遭受了言语暴力的女性当事人嫁往别村，去开拓当时是荒地的蛭野高原。
一位当事人为满蒙开拓和平纪念馆做了证言，因而此事逐渐为人所知。2017年，NHK、山口放送分别制作了以此为题材的报道节目，令日本国内普遍得知此事的存在。
有观点认为，保持沉默70年左右的当事者们将此事公之于众，是因为感受到死之将至，而决意将此事作为历史的教训传承下去。